# بيير أنجيلي
بير أنيلي (بالإيطالية: Pier Angeli)‏ مواليد 19 يونيو 1932 في كالياري، سردينيا، إيطاليا - الوفاة 10 سبتمبر 1971 في بيفرلي هيلز، الولايات المتحدة، كانت ممثلة إيطالية بدأت مسيرتها الفنية عام 1950 وكان ظهورها لأول مرة السينمائية الأمريكية في دور البطولة في عام 1951 فيلم تيريزا، التي حصلت على جائزة غولدن غلوب كأفضل ممثلة شابة في هذة السنة. كان لديها ابن واحد من فيك دايمون خلال فترة زوجها من 1954-1958

## وصلات خارجية
- بيير أنجيلي على موقع IMDb (الإنجليزية)
- بيير أنجيلي على موقع روتن توميتوز (الإنجليزية)
- بيير أنجيلي على موقع مونزينجر (الألمانية)
- بيير أنجيلي على موقع ألو سيني (الفرنسية)
- بيير أنجيلي على موقع ميوزك برينز (الإنجليزية)
- بيير أنجيلي على موقع أول موفي (الإنجليزية)
- بيير أنجيلي على موقع قاعدة بيانات الأفلام السويدية (السويدية)
- بيير أنجيلي على موقع إن إن دي بي (الإنجليزية)
- بيير أنجيلي على موقع قاعدة بيانات الفيلم (الإنجليزية)
- بيير أنجيلي على موقع كينوبويسك (الروسية)
- بير أنيلى في موقع كل الأفلام
- الموقع الرسمي